# Vacant Eyes
Vacant Eyes ist eine 2011 gegründete Gothic-Metal-, Funeral- und Melodic-Death-Doom-Band.

## Geschichte
Josh Moran gründete Vacant Eyes 2011 als Soloprojekt. Nach der Aufnahme der ersten Stücke für die EP The Dim Light of Introversion  formierte Moran eine Bandkonstellation, mit welcher Vacant Eyes Live in Erscheinung treten konnte. Insbesondere die Funktion des Gitarristen wurde in den Folgejahren mehrfach umbesetzt. Die EP veröffentlichte Vacant Eyes 2014 im Selbstverlag. Dante DuVall besprach die EP für Doom-Metal.com und bewertete sie als durchschnittlich und ohne Besonderheit, gegenüber populären Vertretern des atmosphärischen Funeral Doom und Melodic Death Doom sprach den Musiker allerdings Talent und Potential für zukünftige Veröffentlichungen zu. Matt Coe von Dead Rhetoric beschrieb die Band indes auf Augenhöhe zu Vergleichsgrößen des Death Doom aus Europa und Australien und vergab 8,5 von 10 optionalen Punkten.
Mit A Somber Preclusion of Being erschien 2020 das erste Studioalbum der Gruppe als Doppel-LP sowie als Musikdownload und CD, das erneut im Selbstverlag herausgegeben wurde, dabei jedoch internationale Beachtung erfuhr. In den meisten Besprechungen lobten die Rezensenten die Gruppe und ihr Debütalbum. Kritik wurde hingegen nur selten geübt. Andrew Doherty von Ave Noctum vergab fünf von zehn möglichen Wertungszählern und urteilte, dass A Somber Preclusion of Being nicht besonderes sei, derweil er nach dem Lob an anderer Stelle und der Bandeigenen Werbung mehr erwartet habe. Olga Kann von Homo Faber nannte das Album hingegen stimmungsabhängige Musik ohne Hits, die besonders an den Anhänger des Gothic Metal und Death Doom der 1990er Jahre gefallen sollte. Ähnlich Stimmungsabhängig und Zielgruppenorientiert wurde das Album auch an anderer Stelle benannt, dabei jedoch als besonders erfolgreich, empfehlenswert und gekonnt für das entsprechende Zielpublikum gelobt.

„Irgendwo zwischen Opeth, Swallow The Sun, Mourning Beloveth, My Dying Bride, Paradise Lost, Mournful Congregation, Evoken und den Norwegern Funeral schaffen sich Vacant Eyes eine eigene Nische mit atmosphärischer, düsterer Musik, die durchaus zu gefallen weiß; alles unterlegt von einer druckvollen, aber transparenten Produktion. Funktioniert, muss man aber Bock drauf haben.“

Weitere Rezensionen hoben das Album indes als „sensationelles Album“ und „unglaubliches Werk“ hervor. Es sei die bestmögliche Mischung unterschiedlicher Doom-Substile. A Somber Preclusion of Being sei eine gelungene Konfrontation und Introspektion mit den und in die eigenen Gedanken und Gefühlen, ein empfehlenswertes Album für alle Fans des Death- und Funeral Doom. Zugleich sei es eine Schande, dass dies Album ohne großen Labelvertrag veröffentlicht worden sei.

## Stil
Vacant Eyes spielen einen melodischen und atmosphärischen Death Doom mit Elementen des Funeral Doom und Progressive Metal. Die Musik lasse sich jedoch nicht auf ein Genre allein begrenzen und nutze Elemente des Progressive- und Gothic-Metal sowie des Death- und Funeral-Doom gleichermaßen. Verglichen wird die Musik mit jener von Gruppen wie Esoteric, Insomnium, Mournful Congregation, Opeth, Swallow the Sun, Evoken und Daylight Dies.
Die Stücke weisen zwar die Dauer des Funeral Doom auf, einheitlich langsam und dem Genre entsprechend ausgestaltet sind sie jedoch nicht, vielmehr ergebe die Melange einen facettenreichen Crossover der insbesondere durch das melodische bis progressive Gitarrenspiel über das Spektrum des Doom Metal hinausreiche. der Gesang wird vornehmlich als Growling präsentiert, jedoch gelegentlichen durch klaren Gesang und Frauengesang kontrastiert. Keyboards und Klavier steuern „subtile Verbesserungen“ in der atmosphärischen und emotionalen Wirkung bei. Elemente wie akustische Passagen und klarer Gesang ergänzen den Gesamteindruck darüber hinaus und verleihen der Musik weitere Tiefe. Die sich in diesem Spiel aus Growling, progressiven und melodischen Gitarrenspiel, breiten Keyboardarrangements und auflockernden Elementen ergebende Atmosphäre sei „voller Melancholie“.

## Diskografie
- 2014: The Dim Light of Introversion (EP, Selbstverlag)
- 2020: A Somber Preclusion of Being (Album, Selbstverlag)